# (532037) Чиминигагуа
(532037) Чиминига́гуа — крупный транснептуновый объект, открытый 17 марта 2013 года Скоттом Шеппардом и Чедвиком Трухильо в обсерватории Серро-Тололо (807).
Об открытии 2013 FY27 объявлено 31 марта 2014 года. Как и 2012 VP113, и 2013 FZ27, объект был открыт случайно, при поисках тёмной энергии.

## Орбита
Сейчас Чиминигагуа находится на расстоянии 80 а.е. от Солнца. В афелии объект удаляется на 82,6 а.е. от Солнца. В 2198 году объект пройдёт перигелий (36 а.е.). Наклонение орбиты — 33°.
На 2014 год 2012 VP113 находился на расстоянии 83 а.е. от Солнца. V774104, открытый в 2015 году, находился на расстоянии около 103 а.е. от Солнца, Эрида по состоянию на 2012 год  находилась в 96,5 а.е. от Солнца, 2014 UZ224 по состоянию на 2016 год  находился в 91,6 а.е. от Солнца.

## Физические характеристики
Без специальных исследований, величину альбедо Чиминигагуа можно только предполагать. Если считать, что оно лежит в пределах 0,05—0,25, то диаметр объекта может быть в пределах от 670 до 1500 км. По данным М. Брауна при альбедо 15 % и магнитуде 3,3 диаметр Чиминигагуа будет равен 760 км.